# 1932年ロサンゼルスオリンピックのハンガリー選手団
1932年ロサンゼルスオリンピックのハンガリー選手団（1932ねんロサンゼルスオリンピックのハンガリーせんしゅだん）は、1932年7月30日から8月14日にかけてアメリカ合衆国のロサンゼルスで開催された1932年ロサンゼルスオリンピックのハンガリー選手団、およびその競技結果。

## 概要
今大会は金メダル6個、銀メダル4個、銅メダル5個の合計15個のメダルを獲得した。

## メダル
| メダル | 選手名               | 競技 | 種目       |
| ------ | -------------------- | ---- | ---------- |
| 金     | イシュトバーン・ペレ | 体操 | 男子ゆか   |
| 金     | イシュトバーン・ペレ | 体操 | 男子あん馬 |
| 銀     | イシュトバーン・ペレ | 体操 | 男子平行棒 |